# Jilali Gharbaoui
Jilali Gharbaoui (Jorf El Melha, 10 mai 1929 - Paris 7e, 8 avril 1971) est un peintre marocain non figuratif. Il est considéré comme « le premier peintre marocain à avoir choisi ce mode d'expression picturale ».

## Biographie
Après la mort de son père puis de sa mère alors qu'il a une dizaine d'années, Jilali Gharbaoui est accueilli dans un orphelinat. Après des études secondaires à Fès, il devient marchand de journaux. Il expose quelques-uns de ses dessins par terre et est remarqué en 1944 par Marcel Vicaire, Inspecteur des arts indigènes et conservateur du musée du Batha à Fès. Marcel Vicaire, touché par cette peinture confie le jeune orphelin à son collaborateur Ahmed Sefrioui. C'est ainsi qu'il suit le soir, durant plusieurs années, les cours de l'Académie des arts de Fès. Grâce à Ahmed Sefrioui, alors Directeur des Beaux-arts de Rabat, il obtient en 1952 une bourse pour l'École des Beaux-arts de Paris, fréquentant ensuite l'académie Julian jusqu'en 1958. Intéressé par l'impressionnisme, la peinture hollandaise ancienne et l'expressionnisme allemand, il commence à se tourner vers l'abstraction. De cette époque datent ses premières crises connues.

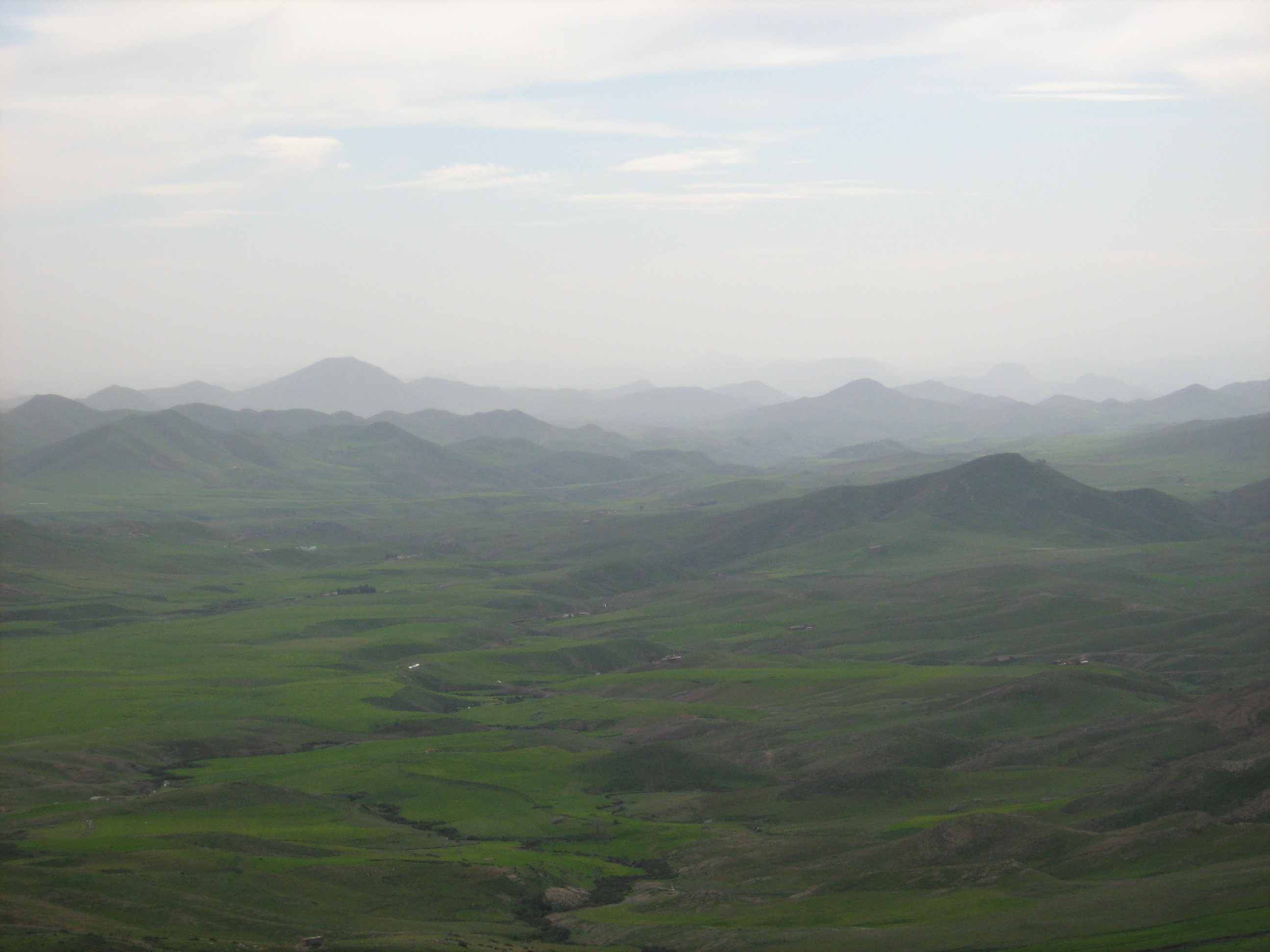
Paysage d'Ito surplombant la ville d'Azrou

De retour au Maroc en 1955, il s'installe à Rabat. Après une première tentative de suicide, il fréquente régulièrement l'hôpital Moulay Youssef et l'hôpital psychiatrique de Salé. À la suite d'une deuxième tentative de suicide, le peintre Farid Belkahya lui cède sa candidature à l'Accademia delle Belli Arti de Rome ; il y demeure près d'une année, visite la Sicile puis rentre, gravement malade, au Maroc. En 1957, Jilali Gharbaoui effectue un premier séjour au monastère bénédictin de Tioumliline, situé dans le Moyen Atlas à 5 kilomètres d'Azrou, qui sera fermé en 1968. Une exposition itinérante présente ses œuvres aux États-Unis. Parmi d'autres artistes marocains, il expose au San Francisco Museum of Modern Art, où il reçoit le Premier Prix.
Revenu à Paris en 1959, Jilali Gharbaoui est introduit par Pierre Restany avec qui il s'est lié d'amitié ainsi qu'avec Henri Michaux, dans le groupe des informels au Salon Comparaisons et est sélectionné pour une exposition itinérante au Japon, au Mexique et en Allemagne. « Ses gestes colorés sont autant de lumière qui font vibrer la matière au sein de la couleur. Cette gestualité impulsive traduit bien l'hyper-émotivité du personnage, le côté vibratile de ses pulsions physiques et mentales », notera Restany en 1990.
À Rabat en 1960 et à Tioumliline en 1962, Jilali Gharbaoui traverse l'échec de deux liaisons sentimentales. À partir de 1963, il est admis pendant plusieurs semaines à l'hôpital Moulay Youssef où il reçoit des soins par électrochocs. En 1966 et 1967, il effectue des voyages à Paris et à Amsterdam. À partir de 1968, il séjourne à l'hôtel de la Tour Hassan de Rabat où il exécute pour un collectionneur de très nombreuses gouaches. En 1971, Jilali Gharbaoui loge à Paris chez le critique d'art Pierre Gaudibert. Victime de sa consommation d'alcool et de drogue, il meurt sur un banc public au Champ-de-Mars et sera enterré à Fès.
En 2015, une huile sur toile du peintre est vendue aux enchères pour 700 000 euros à Paris
Principales collections
- Al Mada, Maroc
- Musée Mohammed VI d’art moderne et contemporain de Rabat, Maroc
- Bank Al-Maghrib, Maroc
- Attijariwafa bank, Maroc
- Société Générale, Maroc
- Fondation Al Mada, Maroc
- Office Chérifien des Phosphates, Maroc
- Musée de Grenoble, France
- Fonds Municipal d’Art Contemporain de la ville de Paris, France
- Musée Mathaf, Qatar

## Jugement
« De retour au Maroc, il a senti le besoin de sortir de nos traditions géométriques, en donnant un mouvement à la toile, un sens rythmique, et, le plus important, de la lumière. La quête de cette lumière était pour lui capitale. (...) Nulle allusion formelle, nulle anecdote, ne viennent gêner cette quête. La couleur, la matière et un trait gestuel sans repentir suffisent pour évoquer tour à tour les jardins du Chellah et les sources fougueuses de l'Atlas »
Mohamed Sijelmassi.

## Principales expositions personnelles
- 1957 : Galerie Venise Cadre, Casablanca
- 1958 : Centre italo-arabe, Rome
- 1959 : Mission culturelle française, Rabat et Casablanca
- 1962 : Galerie La Découverte, Rabat
- 1965 : Galerie nationale Bab Rouah, Rabat
- 1966-67 : Amsterdam et Montréal
- 1980 : « Rétrospective », galerie l'Œil noir, Rabat
- 1993 : Institut du Monde Arabe (rétrospective)
- 1995 : « Regards immortels », Société Générale, Casablanca, Maroc
- 2012 : Musée de Bank Al-Maghrib, Rabat, Maroc

## Documentaires sur l'artiste
- 1993 : Gharbaoui, à corps et à cris. Faten Safieddine. 26 minutes. Production : 2M, AL MADA (Ex ONA), Institut du Monde Arabe.